# Suore domenicane della Congregazione del Sacro Cuore
Le Suore Domenicane della Congregazione del Sacro Cuore (in inglese Dominican Sisters of the Congregation of the Sacred Heart; sigla O.P.) sono un istituto religioso femminile di diritto pontificio.

## Storia
Le origini della congregazione risalgono a quelle di una comunità delle domenicane della Congregazione di Nostra Signora delle Fonti fondata nel 1874 a Columbus.
Pochi anni dopo la comunità subì una crisi che la portò a perdere tutti i beni: le suore, guidate da Agnese Mageveney, si trasferirono prima a Somerset, nell'Ohio; poi, nel 1882, su invito di Nicholas Aloysius Gallagher, vescovo di Galveston, il gruppo si stabilì in Texas.
Le suore si dedicarono all'insegnamento: nel 1883 aprirono a Galveston anche una scuola per bambini neri. La casa-madre fu stabilita a Houston nel 1927.
La congregazione, affiliata all'ordine domenicano dal 1902, ricevette il pontificio decreto di lode il 10 luglio 1934 e le sue costituzioni furono approvate definitivamente dalla Santa Sede il 1º ottobre 1943.

## Attività e diffusione
Le suore si dedicano all'istruzione della gioventù.
Oltre che negli Stati Uniti d'America, sono presenti in Guatemala; la sede generalizia è a Houston.
Alla fine del 2015 l'istituto contava 63 religiose in 14 case.